# Painted Ladies
Painted Ladies er en betegnelse for victorianske og edwardianske huse og bygninger malet i tre eller flere farver, som pryder eller forbedrer deres arkitektoniske detaljer.